# Francesco Madonia
Francesco Ciccio Madonia (Palermo, 31 de marzo de 1924 – Nápoles, 13 de marzo de 2007) era el jefe mafioso del área de San Lorenzo-Pallavicino, Palermo. En 1978 se convirtió en miembro de la Comisión de la mafia siciliana.
Ciccio Madonia se convirtió en el patriarca indiscutible de la familia mafiosa y del mandamento de Resuttana. Reemplazó a Antonino Matranga, asesinado en 1970, y el firme apoyo de los corleonesi durante la Segunda guerra de la mafia (1981-1983). En 1987, en el Maxi Proceso, fue condenado a cadena perpetua por asesinato, pero siguió al frente de la mafia desde la cárcel: primero, a través de sus hijos Antonino, Giuseppe y Salvatore Salvino Madonia, los tres encarcelados; después, a través de su hermano Diego, presunto jefe en sustitución.

## Cadenas perpetuas
Ciccio Madonia tenía varias cadenas perpetuas por haber participado en varios de los sucesos más sangrientos de la década de 1980, como el asesinato de Piersanti Mattarella, presidente demócratacristiano de la región de Sicilia en 1980; el general Carlo Alberto Dalla Chiesa, prefecto de Palermo en 1982; el jefe de policía Ninni Cassarà en 1986; y Libero Grassi, el hombre de negocios de Palermo que fue asesinado por la mafia después de negarse a pagar el pizzo (extorsión). Francesco Madonia estuvo involucrado en el atentado fallido contra el juez antimafia Giovanni Falcone en Addaura en 1989 (situado en el mandamento de Resuttana ) y los asesinatos de Falcone y sus colega Paolo Borsellino en 1992.
Fue detenido en 1987 junto con su hijo Giuseppe Madonia. Sin embargo, a pesar de su condena a cadena perpetua en el Maxi Proceso, los jefes de la mafia más importantes de la Comisión pasaron meses, pero no en la cárcel de Ucciardone, sino en un más que confortable Ospedale Civico (hospital cívico) de Palermo. El director del hospital era Giuseppe Lima, hermano de Salvo Lima, miembro del parlamento y vinculado con la mafia.

## Extorsión
En 1989, la policía descubrió el escondite del hijo de Francesco, Nino Madonia, que contenía un libro de cuentas de los negocios extorsionados por la familia mafiosa en el que se enumeraban cerca de 150 empresarios. El libro incluye los nombres de los concesionarios de automóviles, farmacias, restaurantes, y pequeñas fábricas que se alineaban junto a los importes del pizzo – de alrededor de 150 dólares a 7.000 dólares por mes. Ninguno de los más de 150 hombres de negocios de la lista ayudarían a identificar a los extorsionadores.
Francesco Madonia  ha sido condenado por ordenar el asesinato de Libero Grassi en 1991, el hombre de negocios de Palermo que se negó a pagar la protección (el llamado pizzo) y que había ido a la televisión nacional para denunciar dicha práctica. El negocio de Grassi se encontraba en la zona que estaba controlada por el clan de Madonia. Su hijo Salvatore Salvino Madonia fue el asesino.

## Muerte
Murió el 13 de marzo de 2007, en un hospital de la prisión de Nápoles, donde se encontraba cumpliendo sus condenas a cadena perpetua bajo las severas condiciones del régimen carcelario del Artículo 41-bis.
En noviembre de 2008, la policía italiana arrestó a cinco personas, entre ellas a Maria Angela Di Trapani, la esposa del encarcelado jefe mafioso Antonino Madonia, y se apoderaron de activos por valor de 15 millones de euros que los investigadores antimafia consideran que pertenecen a los Madonia. Los bienes incluyen edificios de tierras de cultivo y granjas, villas, apartamentos y negocios en Sicilia.
Los hijos de Madonia, Antonino, Giuseppe y Salvatore están todos en prisión de alta seguridad bajo el régimen carcelario del Artículo 41-bis por el cual se restringe severamente el contacto con otros presos y con el mundo exterior. Sin embargo, han seguido manejando el clan Madonia, emitiendo órdenes a través de Di Trapani e intercambiando información con el clan Di Trapani, según los investigadores.